# Penstemon parishii
Penstemon parishii är en grobladsväxtart som beskrevs av Anstruther Davidson. Penstemon parishii ingår i släktet penstemoner, och familjen grobladsväxter. Inga underarter finns listade i Catalogue of Life.